# Aigues-Vives (Hérault)
Aigues-Vives település Franciaországban, Hérault megyében. Lakosainak száma 472 fő (2022. január 1.). Aigues-Vives Mailhac, Agel, Aigne, La Caunette és Saint-Jean-de-Minervois községekkel határos.

## Népesség
A település népességének változása:
| Lakosok száma | 503  | 374  | 347  | 403  | 455  | 468  | 469  | 470  | 468  | 472  |
|               | 1968 | 1982 | 1990 | 2006 | 2013 | 2015 | 2017 | 2019 | 2020 | 2022 |